# カウントフリート
カウントフリート (Count Fleet) は、1940年代に活躍したアメリカ合衆国の競走馬。
1943年に史上6頭目となる現行アメリカ三冠を達成した。20世紀のアメリカ名馬100選・第5位（ブラッド・ホース誌）。

## 出生
馬体には見るべきものはなく、気性も悪くてとても扱いづらい馬であったと伝えられているが、生産者のジョン・ダニエル・ヘルツはこの馬をとても気に入っていた。馬名は父レイカウントと母クイックリー（急いでの意）に因みカウントフリート（素早い勘定）と名付けられた。

## 戦績
2歳時は15戦に出走し10勝。レースぶりが安定するこの年の後半までは負けることも多く、フューチュリティステークスでは生涯唯一の3着に敗れているが、このフューチュリティステークスが生涯最後の敗戦となる。続くシャンペンステークス、ピムリコフューチュリティを快勝し、2歳最終戦ウォルデンステークスに至っては、スタートから後続を引き離すと30馬身差での圧勝劇を見せた。この年は2歳フリーハンデで過去最高となる132ポンド、全米2歳チャンピオンを獲得した。
3歳になると三冠戦線に挑むが、カウントフリートに挑もうという馬は少なく常に小頭数で行われた。ケンタッキーダービー、プリークネスステークス、ウィザーズステークス共に圧勝し、ベルモントステークスでは2頭を相手に、後のセクレタリアトに破られるまでベルモントステークス史上最大着差であった25馬身差で圧勝した。この後はローレンスリアライゼーションステークスに出走するはずだったが、ベルモントステークスの競走中に故障しておりそのまま引退している。

## 引退後
引退後は種牡馬としてもまずまずの成績を収めた。1951年には米種牡馬チャンピオンになり、1963年にはチャンピオンブルードメアサイアーになった。1961年にはアメリカ競馬の殿堂入り、1966年に種牡馬を引退した後も1973年まで余生を送った。

## 競走成績
- 1942年（15戦10勝）米最優秀2歳牡馬
  - シャンペンステークス、ピムリコフューチュリティ
- 1943年（6戦6勝）米年度代表馬、最優秀3歳牡馬
  - アメリカ三冠（ケンタッキーダービー、プリークネスステークス、ベルモントステークス）、ウィザーズステークス、ウッドメモリアルステークス

## 主な産駒
- カウントターフ（ケンタッキーダービー）
- カウンターポイント（ベルモントステークス）
- ワンカウント（ベルモントステークス、トラヴァーズステークス）
- キスミーケイト

## 血統表
| カウントフリートの血統（サンドリッジ系 / St. Frusquin4×4=12.50%（父内）） | カウントフリートの血統（サンドリッジ系 / St. Frusquin4×4=12.50%（父内）） | カウントフリートの血統（サンドリッジ系 / St. Frusquin4×4=12.50%（父内）） | （血統表の出典）      | （血統表の出典） |
| 父 Reigh Count 1925 栗毛                                                  | 父の父Sunreigh 1919 栗毛                                                  | Sundridge                                                                 | Amphion               | Amphion          |
| 父 Reigh Count 1925 栗毛                                                  | 父の父Sunreigh 1919 栗毛                                                  | Sundridge                                                                 | Sierra                |                  |
| 父 Reigh Count 1925 栗毛                                                  | 父の父Sunreigh 1919 栗毛                                                  | Sweet Briar                                                               | St. Frusquin          | St. Frusquin     |
| 父 Reigh Count 1925 栗毛                                                  | 父の父Sunreigh 1919 栗毛                                                  | Sweet Briar                                                               | Presentation          |                  |
| 父 Reigh Count 1925 栗毛                                                  | 父の母Contessina 1909 黒鹿毛                                              | Count Schomberg                                                           | Aughrim               | Aughrim          |
| 父 Reigh Count 1925 栗毛                                                  | 父の母Contessina 1909 黒鹿毛                                              | Count Schomberg                                                           | Clonavarn             |                  |
| 父 Reigh Count 1925 栗毛                                                  | 父の母Contessina 1909 黒鹿毛                                              | Pitti                                                                     | St. Frusquin          | St. Frusquin     |
| 父 Reigh Count 1925 栗毛                                                  | 父の母Contessina 1909 黒鹿毛                                              | Pitti                                                                     | Florence              |                  |
| 母 Quickly 1930 青毛                                                      | 母の父Haste 1923 鹿毛                                                     | Maintenant                                                                | Maintenon             | Maintenon        |
| 母 Quickly 1930 青毛                                                      | 母の父Haste 1923 鹿毛                                                     | Maintenant                                                                | Martha Gorman         |                  |
| 母 Quickly 1930 青毛                                                      | 母の父Haste 1923 鹿毛                                                     | Miss Malaprop                                                             | Meddler               | Meddler          |
| 母 Quickly 1930 青毛                                                      | 母の父Haste 1923 鹿毛                                                     | Miss Malaprop                                                             | Correction            |                  |
| 母 Quickly 1930 青毛                                                      | 母の母Stephanie 1925 芦毛                                                 | Stefan the Great                                                          | The Tetrarch          | The Tetrarch     |
| 母 Quickly 1930 青毛                                                      | 母の母Stephanie 1925 芦毛                                                 | Stefan the Great                                                          | Perfect Peach         |                  |
| 母 Quickly 1930 青毛                                                      | 母の母Stephanie 1925 芦毛                                                 | Malachite                                                                 | Rock Sand             | Rock Sand        |
| 母 Quickly 1930 青毛                                                      | 母の母Stephanie 1925 芦毛                                                 | Malachite                                                                 | Miss Hanover F-No.6-a |                  |